# Canguru-vermelho
O canguru-vermelho (Osphranter rufus), é o maior e mais conhecido de todos os cangurus, o maior mamífero nativo da Austrália, e o maior marsupial sobrevivente. 

## Descrição
O macho pesa cerca de 75 kg, mede 1,40 m de altura em pé, e 2,40 de comprimento com cauda incluída, e tem uma pelagem pardo-avermelhada, a fêmea mede 1 m de altura em pé, e 1,70 de comprimento com cauda incluída, e tem uma pelagem cinzenta-azulada. Estão muito bem adaptados à vida no deserto podendo aguentar várias semanas sem beber água.

## Distribuição e habitat
Pode encontrar-se por toda a Austrália continental, evitando apenas as áreas mais férteis no sul, a costa oriental, e as florestas tropicais do norte. Vive em savanas áridas e chaparrais.

## Ecologia
O canguru-vermelho, exceto na época de acasalamento, é um animal muito pacífico por vezes entrando em cidades e dando-se perfeitamente com os moradores. Devido ao ambiente hostil onde vivem adaptaram-se muito à vida no deserto: têm tendência a lamber as patas dianteiras para se refrescarem, e conseguem aguentar várias semanas sem beber. São essencialmente noturnos, e crepusculares.

### Dieta
O canguru-vermelho é um animal graminívoro, alimentando-se essencialmente de ervas ricas em água.